# Anilios erycinus
Anilios erycinus — вид змій родини сліпунів (Typhlopidae). Ендемік Нової Гвінеї.

## Поширення і екологія
Anilios erycinus мешкають в прибережних районах на півночі та північному сході Нової Гвінеї, від річки Мамберамо до міста Лае на півострові Гуон.